# Tepeköy, Acıgöl
Tepeköy là một xã thuộc huyện Acıgöl, tỉnh Nevşehir, Thổ Nhĩ Kỳ. Dân số thời điểm năm 2011 là 1.068 người.